# Machaeroides
Machaeroides és un gènere extint de mamífers creodonts que visqueren durant l'Eocè. Se n'han trobat fòssils a Wyoming (Estats Units). És el mamífer de dents de sabre més antic conegut.

## Descripció
Aquest animal tenia l'aparença d'un dents de sabre de mida molt petita, similar a la d'un gos. Machaeroides es diferencia dels dents de sabre més recents pels seus cranis més allargats i la seva postura plantígrada. Les espècies de Machaeroides diferien del seu parent Apataelurus pel fet de tenir les dents més petites.
M. eothen tenia un pes estimat de 10-14 kg, mentre que M. simpsoni encara era més petit.

## Taxonomia
Malgrat que no s'ha posat en dubte que sigui un creodont, la seva ubicació dins l'ordre no és clara. Juntament amb el seu parent proper Apataelurus, ha sigut classificat tant entre els oxiènids com entre els hienodòntids.